# 陳相 (正德進士)
陳相（1489年—？），字君輔，河南河南府洛陽縣人，民籍，明朝政治人物。

## 生平
正德十一年（1516年）丙子科河南鄉試第三十八名舉人，十二年（1517年）中式丁丑科會試第二百五十二名，三甲第三十九名進士。礼部观政，授崇德县知县，嘉靖二年（1523年）五月选授湖广道試御史，三年（1524年）六月特疏极论席书及桂萼等罪状，请正典刑，明世宗大怒，以段续、陈相二人欺罔妒贤，逮下镇抚司拷讯。七月降二级调外任，谪为钜野县丞，升钜野县知县，入为工部员外郎，升郎中，卒于家。

## 家族
曾祖陳倫，晉州判官，娶同郡南京兵部右侍郎李郁女，生陳鏞、陳鍾二子。祖父陳鍾，娶唐縣李御史女，生陳英、陳雄二子。父陳英（1451年-1500年），字文華，弘治年間任山東泰安州儒學訓導，弘治十三年（1500年）十二月卒於官。母呂氏（1452年-1528年），封太孺人。慈侍下。弟陳弼。